# Abonnentnummer
Abonnentnummer, telefoni, siffersekvens som identifierar en telefonabonnent. I Sverige i dag kan fem-, sex-, sju- eller åttasiffriga abonnentnummer förekomma inom ett och samma riktnummerområde, men från automatiseringens början hade fyrsiffriga riktnummer (till exempel 0223) alltid femsiffriga abonnentnummer, medan tresiffriga riktnummer (till exempel 011) hade fem- och sexsiffriga nummer. Stockholm hade från början riktnummer 010, men när antalet abonnenter ökade och abonnentnumren behövde bli sjusiffriga, fick riktnumret ändras till 08 för att det totala antalet siffror inte skulle bli för stort. Enligt en rekommendation från ITU ska det fullständiga telefonnumret, inklusive landsnummer och riktnummer bestå av högst 15 siffror.